# Нарциссическое расстройство личности
Нарцисси́ческое расстро́йство ли́чности — расстройство личности, характеризующееся убеждённостью в собственной уникальности, особом положении, превосходстве над остальными людьми, грандиозностью; завышенным мнением о своих талантах и достижениях; поглощённостью фантазиями о своих успехах; ожиданием безусловно хорошего отношения и беспрекословного подчинения от окружающих; поиском восхищения окружающих для подтверждения своей уникальности и значимости; неспособностью проявлять сочувствие; идеями о собственной свободе от любых правил, о том, что окружающие им завидуют. Нарциссические личности постоянно пытаются контролировать мнение окружающих о себе. Они склонны обесценивать практически всё окружающее их на свете, идеализируя при этом то, с чем ассоциируют самих себя. Восприятие людей и ситуаций в чёрно-белых тонах, как полностью плохих или полностью хороших является одним из видов нарциссических защит.

## Происхождение названия
Название произошло от героя греческой мифологии Нарцисса, который, согласно легенде, увидел в воде своё отражение, в которое влюбился, не мог оторваться от созерцания своей красоты и умер. После смерти был превращён богами в цветок нарцисс.

## Описания

### По Мак-Вильямс
Ненси Мак-Вильямс описывает личность с нарциссическим расстройством как «организованную вокруг поддержания самоуважения путём получения подтверждения со стороны», уточняя, что речь идёт о людях, для которых эта задача затмевает все остальные, а не о просто чувствительных к критике или похвалам. «Озабоченные тем, как они воспринимаются другими, нарциссические люди испытывают глубинное чувство, что они обмануты и нелюбимы». Также обращается внимание на то, что нарциссическая патология — это не сохранившееся до взрослого возраста нормальное детское чувство собственной грандиозности, а скорее компенсация ранних, и потому глобальных разочарований во взаимоотношениях. «Субъективный опыт нарциссических людей пропитан чувством стыда и страхом почувствовать стыд». В отличие от чувства вины, которое связано с ощущением, что ты поступил или поступал плохо, стыд — это чувство, что ты воспринимаешься плохим, что причина твоей «плохости» не в том, как ты поступаешь, а в том, как к тебе относятся другие. То есть для нарцисса локус контроля за его самоуважением находится где-то вне его, что и заставляет его постоянно пытаться контролировать мнение окружающих о себе. Нарциссические личности склонны обесценивать практически всё на свете, идеализируя при этом то, с чем ассоциируют самих себя. Всё неидеальное кажется им ничтожным, и наоборот, всё важное кажется им идеальным. Причём восприятие объектов может в любой момент резко диаметрально поменяться, так как грань между идеальным и ничтожным для нарцисса очень тонка. В связи с тем, что для нарциссической личности чрезвычайно важна способность людей поддерживать его, нарцисса, собственное чувство значимости, все остальные аспекты взаимоотношений меркнут для такого человека, и он испытывает большие сложности в том, чтобы уметь любить кого-либо. «Их потребность в других велика, но любовь к ним поверхностна».

Большинство аналитиков считает, что люди становятся на этот путь, потому что другие используют их в качестве собственного нарциссического придатка… …Нарциссические пациенты могут оказаться чрезвычайно важными для родителей или других заботящихся о них лиц не благодаря тому, кем они в действительности являются, а потому, что выполняют некую функцию. Противоречивое послание о том, что его ценят (но только за ту особую роль, которую он играет), заставляет ребёнка чувствовать: если его настоящие чувства — в особенности враждебные и эгоистические — обнаружатся, за этим последует отвержение или унижение. Это способствует развитию «ложного Я» — представления другим только того приемлемого, чему он научился.— Нэнси Мак-Вильямс

### По Кернбергу
Согласно Кернбергу, нарциссические черты характера сильно пересекаются с истероидными, и, в случае тяжёлых личностных расстройств истерической группы, те и другие черты встречаются в комплексе.
Сверх-Я нарциссической личности не развито, также не развито Я-идеальное, и главной личностной целью может становиться достижение статусных атрибутов, характерных для данного общества.
Нарцисс с трудом способен к межличностной близости, он не способен любить, как и ревновать — нарциссическая ревность возникает только постфактум, когда вторая сторона объявляет о разрыве отношений. Партнёр нужен нарциссу как зеркало для отражения себя.
Согласно Кернбергу, мужской промискуитет, как правило, имеет нарциссическую природу, женский же — встречается практически при любом расстройстве личности.
Нарциссическая мать, как правило, не способна удовлетворять эмоциональные потребности своего ребёнка и способствует передаче нарциссической патологии из поколения в поколение.

## Диагностические критерии

### МКБ-10
Диагностические критерии из адаптированной для использования в России версии Международной классификации болезней 10-го пересмотра МКБ-10 (общие диагностические критерии расстройств личности, соответствие которым должно быть у всех подтипов расстройств):

Состояния, не объясняющиеся прямым образом обширным повреждением или заболеванием мозга или другим психическим расстройством и удовлетворяющие следующим критериям:
- а) заметная дисгармония в личностных позициях и поведении, вовлекающая обычно несколько сфер функционирования, например аффективность, возбудимость, контроль побуждений, процессы восприятия и мышления, а также стиль отношения к другим людям; в разных культуральных условиях может оказаться необходимой разработка специальных критериев относительно социальных норм;
- б) хронический характер аномального стиля поведения, возникшего давно и не ограничивающегося эпизодами психической болезни;
- в) аномальный стиль поведения является всеобъемлющим и отчётливо нарушающим адаптацию к широкому диапазону личностных и социальных ситуаций;
- г) вышеупомянутые проявления всегда возникают в детстве или подростковом возрасте и продолжают своё существование в периоде зрелости;
- д) расстройство приводит к значительному личностному дистрессу, но это может стать очевидным только на поздних этапах течения расстройства;
- е) обычно, но не всегда, расстройство сопровождается существенным ухудшением профессиональной и социальной продуктивности.

— Международная классификация болезней (10-й пересмотр), адаптированный для использования в Российской Федерации — /F60/ Специфические расстройства личности. Диагностические критерии
Для отнесения расстройства личности к одному из определённых в МКБ-10 подвидов (для постановки диагноза большей части подтипов) необходимо, чтобы оно удовлетворяло по крайней мере трём определённым для этого вида критериям.
Диагностические критерии из официальной, международной версии МКБ-10 от Всемирной организации здравоохранения (общие диагностические критерии расстройств личности, соответствие которым должно быть у всех подтипов расстройств):

- G1. Указание на то, что характерные и постоянные типы внутренних переживаний и поведения индивидуума в целом существенно отклоняются от культурально ожидаемого и принимаемого диапазона (или «нормы»). Такое отклонение должно проявляться более чем в одной из следующих сфер:
  - 1) когнитивная сфера (то есть характер восприятия и интерпретации предметов, людей и событий; формирование отношений и образов «Я» и «другие»);
  - 2) эмоциональность (диапазон, интенсивность и адекватность эмоциональных реакций);
  - 3) контролирование влечений и удовлетворение потребностей;
  - 4) отношения с другими и манера решения интерперсональных ситуаций.

- G2. Отклонение должно быть полным в том смысле, что отсутствие гибкости, недостаточная адаптивность или другие дисфункциональные особенности обнаруживаются в широком диапазоне личностных и социальных ситуаций (то есть не ограничиваясь одним «пусковым механизмом» или ситуацией).
- G3. В связи с поведением, отмеченном в пункте G2, отмечается личностный дистресс или неблагоприятное воздействие на социальное окружение.
- G4. Должны быть данные о том, что отклонение является стабильным и длительным, начинаясь в старшем детском или подростковом возрасте.
- G5. Отклонение не может быть объяснено как проявление или последствие других психических расстройств зрелого возраста, хотя эпизодические или хронические состояния из секций от F0 до F7 настоящей классификации могут существовать одновременно с ним или возникать на его фоне.
- G6. В качестве возможной причины отклонения должны быть исключены органическое заболевание мозга, травма или дисфункция мозга (если выявляется такая органическая обусловленность, следует использовать рубрику F07).

Оригинальный текст (англ.)
- G1. Evidence that the individual's characteristic and enduring patterns of inner experience and behaviour deviate markedly as a whole from the culturally expected and accepted range (or 'norm'). Such deviation must be manifest in more than one of the following areas:
  - (1) cognition (i.e. ways of perceiving and interpreting things, people and events; forming attitudes and images of self and others);
  - (2) affectivity (range, intensity and appropriateness of emotional arousaland response);
  - (3) control over impulses and need gratification;
  - (4) relating to others and manner of handling interpersonal situations.

- G2. The deviation must manifest itself pervasively as behaviour that is inflexible, maladaptive, or otherwise dysfunctional across a broad range of personal and social situations (i.e. not being limited to one specific 'triggering' stimulus or situation).
- G3. There is personal distress, or adverse impact on the social environment, or both, clearly attributable to the behaviour referred to under G2.
- G4. There must be evidence that the deviation is stable and of long duration, having its onset in late childhood or adolescence.
- G5. The deviation cannot be explained as a manifestation or consequence of other adult mental disorders, although episodic or chronic conditions from sections F0 to F7 of this classification may co-exist, or be superimposed on it.
- G6. Organic brain disease, injury, or dysfunction must be excluded as possible cause of the deviation (if such organic causation is demonstrable, use category F07).

— Международная классификация болезней (10-й пересмотр) — /F60/ Специфические расстройства личности. Диагностические критерии
Специфические диагностические критерии нарциссических личностей в МКБ-10 отсутствуют, есть только упоминание среди «других специфических расстройств личности». Формально, для постановки диагноза нарциссического расстройства личности достаточно соответствия общим диагностическим критериям расстройства личности и несоответствия диагностическим критериям других специфических расстройств личности.

### DSM-IV
Согласно американской классификации — Диагностическому и статистическому руководству по психическим расстройствам 4-го издания (DSM-IV), данное расстройство, кроме соответствия общим критериям расстройства личности, проявляется всеобъемлющей напыщенностью (в фантазиях и поведении), потребностью в восторженном отношении и недостатком эмпатии, что можно заметить начиная с раннего юношеского возраста в различном контексте по пяти или более из следующих признаков:
1. Грандиозное самомнение (напр. преувеличенное мнение о своих талантах и достижениях).
2. Поглощённость фантазиями о неограниченном успехе, власти, великолепии, красоте или идеальной любви.
3. Вера в свою «исключительность», вера в то, что должен дружить и может быть понят лишь себе подобными «исключительными» или занимающими высокое положение людьми.
4. Нуждается в чрезмерном восхвалении.
5. Ощущает, что имеет какие-то особые права (напр. необоснованное требование предпочтительного отношения к себе или автоматического удовлетворения собственных ожиданий со стороны окружающих).
6. Использует других для достижения собственных целей.
7. Не умеет сочувствовать.
8. Часто завидует другим и верит, что другие завидуют ему.
9. Демонстрирует высокомерное, надменное поведение или отношение.

### DSM-5
При рассмотрении диагностических признаков расстройства в DSM-5 была предложена альтернативная модель нарциссического расстройства личности, включающая следующие критерии:
A. Значительные нарушения функционирования личности, которые проявляются:
1. Нарушения в собственном функционировании (а или б):
а. Идентичность. Чрезмерная опора на других при самоопределении и регуляции самооценки; Неадекватная самооценка, которая может быть завышенной или заниженной, а также колебаться между крайностями; эмоциональное состояние отражает колебания самооценки.
б. Опора на себя. Целеполагание основывается на получении признания от других; Личные стандарты неоправданно завышены для ощущения себя как исключительного, либо занижены, на основании чувства, что человеку все что-то должны; Зачастую не осознают собственных мотивов.
2. Нарушения межперсонального функционирования (а или б):
а. Эмпатия: Нарушенная способность признавать или идентифицироваться с чувствами и потребностями других; чрезмерно настроены на реакции других, но только если они воспринимаются как имеющие отношение к себе; пере- или недооценка собственного влияния на других.
б. Близость: Отношения по большей части поверхностны и нужны для обслуживания регуляции самооценки; Взаимность ограничивается небольшим истинным интересом к другому и преобладанием необходимости личной выгоды.
B. Патологические черты личности в следующих областях:
1. Антагонизм, характеризующийся
а. Грандиозностью: Чувство, что тебе все что-то должны, явное или скрытое; эгоцентризм; уверенность в собственном превосходстве; снисходительное отношение к другим.
б. Привлечением внимания: чрезмерные попытки привлечь внимание и быть в его центре; поиск восхищения.
C. Нарушения в функционировании личности и выраженные черты личности стабильны во времени и проявляются в разных ситуациях.
D. Нарушения в функционировании личности и выраженные черты личности не могут быть лучше поняты как нормальные для стадии развития или культурной среды.
E. Нарушения в функционировании личности и выраженные черты личности не связаны с физиологическими эффектами от веществ (лекарства, ПАВ) или общим медицинским состоянием (например, серьёзные травмы головы).
Однако, в конечной версии DSM-5 были сохранены 9 диагностических критериев нарциссического расстройства личности, существовавшие в DSM-IV. Для подтверждения диагноза нарциссического расстройства личности требуется наличие как минимум 5 из этих критериев.

### Коморбидность
Нарциссическое расстройство личности имеет высокую коморбидность с другими психическими расстройствами. Люди с нарциссическим расстройством личности имеют склонность к депрессивным эпизодам. Кроме того, нарциссическое расстройство личности может быть связано с биполярным расстройством, анорексией и злоупотреблением психоактивными веществами, в особенности с употреблением кокаина. Нарциссическое расстройство личности может быть коморбидно с истерическим, пограничным, диссоциальным и параноидным расстройствами личности.

## Нарциссическая травма (патогенез)
Личности тех, кто воспитывался нарциссическими людьми или просто имел слишком много травматического опыта взаимодействия с ними, во многих случаях несут на себе специфический след, называемый «нарциссической травмой», и представляющий собой повышенную чувствительность к стыду (настолько сильный стыд внутри, что он блокируется и его нет, он не существует для окружающих), а также трудность в поддержании «границ» между собой и окружающими людьми. Большинство людей с нарциссической травмой либо так же, как нарциссические личности, вкладывают много сил в поддержание ощущения своей сверхзначимости, либо склонны безропотно выполнять прихоти окружающих, боясь сталкиваться с их гневом.
Между тем, в отличие от настоящих нарциссических личностей, нарциссически травмированные люди сохраняют достаточный уровень рефлексии, чтобы иметь возможность осознавать собственные зависть, стыд и вину.
Сторонники психодинамического направления более, чем остальные теоретизируют в отношении нарциссического расстройства личности, опять же постулируя, что это расстройство начинается с холодных, отвергающих ребёнка родителей. По их мнению, некоторые люди с подобной предысторией проводят свою жизнь, постоянно защищаясь от чувства неудовлетворённости, неприятия окружающими, несостоятельности и страха перед миром (Wink, 1996), раз за разом убеждая себя, что они действительно совершенны (хотя в действительности они могут оказываться скорее с задержанным развитием, в силу того, что не принимают критики в свой адрес и отказываются совершенствоваться, так как и так считают себя уже совершенными) и желанны, и стремятся вызвать восхищение у окружающих (Vaillant, 1994). Последователи теории объектных отношений, кроме того, полагают, что эти индивидуумы формируют собственный величественный образ с целью убедить себя в том, что они полностью самодостаточны и не нуждаются в тёплых отношениях со своими родителями или с кем бы то ни было ещё (Kernberg, 1989; Siomopoulos, 1988). В подтверждение психодинамических теорий исследователи обнаружили, что дети, с которыми плохо обращаются, и дети, родители которых находятся в разводе, чаще становятся жертвами нарциссического расстройства личности. То же самое относится и к детям, которых воспитывали приёмные родители или чьи мать или отец умерли (Kernberg, 1989).
Некоторые теоретики поведенческого и когнитивного направлений предполагают, что нарциссическое расстройство личности может возникать у людей в результате того, что в детстве с ними обращались слишком хорошо, а не слишком плохо. Они утверждают, что некоторые индивидуумы начинают верить в своё превосходство и величие, когда их «восхищающиеся и ослеплённые любовью родители» потакают им и раз за разом приучают детей «переоценивать собственные достоинства» (Millon, 1987). Эти идеи подтверждает следующий факт: первенцы и единственные дети, которых их родители действительно часто считают исключительно талантливыми или умными, в тестах, оценивающих нарциссические качества, набирают больше баллов, чем их сверстники (Curtis & Cowell, 1993).

## Эпидемиология
Систематический обзор исследований, проведенных с 1980 по 2008 гг., по распространённости нарциссического расстройства личности показал, что в среднем распространённость НРЛ составляет 1,06 %. Степень распространённости нарциссического расстройства личности может колебаться от 0 % до 6,2 %. Распространённость нарциссического расстройства личности среди пациентов, имеющих психические расстройства, связанные с злоупотреблением алкоголя, составляет 6,2 %. У данной группы пациентов распространённость среди мужчин выше (7,7 %) чем среди женщин (4,4 %).
По данным Национального института здравоохранения США, опубликованным в 2008 году в Journal of Clinical Psychiatry, значительно выросло число американцев, демонстрирующих поведение, удовлетворяющее критериям клинического нарциссизма. Среди 20-29-летних их оказалось 10 %, а среди тех, кому 60-69 лет, — лишь 3 %.

## Терапия
Психоаналитическая терапия весьма сложна (Lawrence, 1987).
Важной задачей для терапевта становится увеличение степени осознанности и честности нарциссического пациента по отношению к природе его собственного поведения. Так, например, существенным моментом может быть обсуждение того, насколько прямо пациент обычно выражает свои потребности. Это связано с тем, что нарциссические люди глубоко стыдятся попросить о чём-либо; они считают, что признание любой потребности позволяет окружающим увидеть дефицит в их собственном «Я». В результате, они попадают в межличностные ситуации, где чувствуют себя униженными, так как другой человек, без просьбы с их стороны, с трудом угадывает их потребности, а просить для них — унизительно. Продолжая этот поведенческий паттерн в терапии, нарциссические личности часто пытаются убедить психотерапевта, что их проблема сводится к бесчувственности и невниманию людей, с которыми они живут. Таким образом, проговаривание потребностей пациента позволяет обнаружить его убеждения относительно того, что нуждаться в ком-либо стыдно, а также позволяет терапевту дать пациенту представления о человеческой взаимозависимости.
Необходимо избегать стимуляции сильного стыда у пациента, так как он вызовет у него желание прекратить терапию, или приведёт к появлению секретов между клиентом и психотерапевтом.

## Отражение в культуре
- Сериал Кеша должен умереть (2023)[19]